# Communauté de communes des Monts d'Ambazac et Val de Taurion
La communauté de communes des Monts d'Ambazac et Val de Taurion est une ancienne communauté de communes française, située dans le département de la Haute-Vienne, en région Nouvelle-Aquitaine. Créée en 2002, elle disparaît en 2017.

## Histoire
La communauté de communes des Monts d'Ambazac et Val de Taurion est créée le 10 octobre 2002. Elle est absorbée par la nouvelle communauté de communes Élan Limousin Avenir Nature au 1er janvier 2017.

## Composition
À sa disparition, elle regroupait 7 communes : 

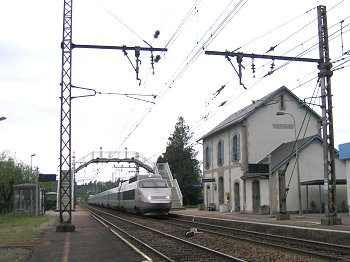
La gare d'Ambazac abrite le Pimms de la communauté.

- Ambazac
- Les Billanges
- Jabreilles-les-Bordes
- La Jonchère-Saint-Maurice

- Saint-Laurent-les-Églises
- Saint-Priest-Taurion
- Saint-Sylvestre

## Administration

### Siège
Le siège de l'intercommunalité était situé 13 rue Gay-Lussac à Ambazac.

### Présidence
| Période | Période          | Identité              | Étiquette | Qualité                                 |
| ------- | ---------------- | --------------------- | --------- | --------------------------------------- |
| 2002    | 2014             | Élisabeth Maciejowski | PS        | Maire d'Ambazac (2001 → 2014)           |
| 2014    | 31 décembre 2016 | Bernard Dupin         | PS        | Maire de Saint-Priest-Taurion (1977 → ) |